# Le Vase bleu
Le Vase bleu est un tableau du peintre français Paul Cézanne réalisé en 1889-1890. Cette huile sur toile est une nature morte représentant un bouquet de fleurs dans un vase bleu posé sur une surface où l'on relève également trois pommes, un encrier et une assiette. Elle est conservée au musée d'Orsay, à Paris.
Dans Le Vase bleu se fait voir un procédé cézannien consistant à dissocier la ligne de contour des objets de leur couleur. Deux des trois pommes laissent voir un vide entre le tracé qui les délimite et les nuances orangées qu'on s'attendait à observer sur toute leur surface visible.

## Postérité
Le Vase bleu est l'objet d'une appropriation dans une œuvre de 1991 du peintre péruvien Herman Braun-Vega. Il se retrouve intégré dans une composition élargie intitulée Bodegón con coliflor (nature morte au chou-fleur).